# Poessin (Ziga)
Pour les articles homonymes, voir Poessin.
Poessin est une localité située dans le département de Ziga de la province du Sanmatenga dans la région Centre-Nord au Burkina Faso.

## Histoire
Poessin est administrativement rattaché à Tengsoba-Kièma-Silmiougou.

## Éducation et santé
Le centre de soins le plus proche de Poessin est le centre de santé et de promotion sociale (CSPS) de Ziga tandis que le centre hospitalier régional (CHR) se trouve à Kaya.
Le village ne possède pas d'école primaire, la plus proche se trouvant à Tengsoba-Kièma-Silmiougou.